# Homalonychus raghavai
Homalonychus raghavai är en spindelart som beskrevs av Patel och C. Adinarayana Reddy 1991. Homalonychus raghavai ingår i släktet Homalonychus och familjen Homalonychidae. Inga underarter finns listade i Catalogue of Life.